# Viroide
Els viroides són patògens de plantes que consisteixen en una curta cadena (d'uns pocs centenars de bases nitrogenades) circular altament complementària d'ARN monocatenari sense la càpsida que caracteritzen els virus. El més petit conegut és de 220 bases scRNA associat amb la patologia RYMV. En comparació, els genomes més petits de virus capaços de causar una infecció de forma autònoma, tenen un ordre de magnitud més de bases, o sigui unes dues quilobases.
Els viroides no codifiquen cap proteïna coneguda; n'hi ha que fins i tot estan mancats del codó d'inici AUG. El mecanisme de replicació necessita la polimerasa II, un enzim normalment associat amb la síntesi d'ARN missatger, i síntesi per "cercle rodant" de nou ARN. Alguns viroides són ribozims, tenint propietats d'enzim d'ARN que permeten l'autotallat i lligació de fragments de la mida d'un genoma d'intermediaris de replicació. S'ha proposat la idea que els viroides siguin de fet introns que s'han escapat de les cèl·lules.
Els viroides normalment són transmesos per les llavors o el pol·len. Les plantes infectades poden mostrar un creixement distorsionat. El primer viroide a ser identificat va ser el Potato spindle tuber viroid (PSTVd). Actualment ja s'han identificat més d'una trentena d'espècies.
L'estructura secundària hi podria tenir un paper important:

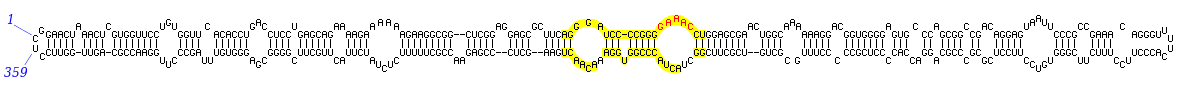
Estructura secundària putativa del viroide PSTVd

## Taxonomia
- Família Pospiviroidae
  - Gènere Pospiviroid; espècie tipus: Potato spindle tuber viroid
  - Gènere Hostuviroid; espècie tipus: Hop stunt viroid
  - Gènere Cocadviroid; espècie tipus: Coconut cadang-cadang viroid
  - Gènere Apscaviroid; espècie tipus: Apple scar skin viroid
  - Gènere Coleviroid; espècie tipus: Coleus blumei viroid 1
- Família Avsunviroidae
  - Gènere Avsunviroid; espècie tipus: Avocado sunblotch viroid
  - Gènere Elaviroid; espècie tipus: Eggplant latent viroid
  - Gènere Pelamoviroid; espècie tipus: Peach latent mosaic viroid

N'hi ha diversos que no han estat classificats en cap d'aquestes dues famílies.

## Viroides i silenciament de l'ARN
Hi ha hagut una gran confusió sobre com els viroides poden causar la simptomatologia patològica que causen en les plantes sense codificar productes proteics en les seves seqüències. Actualment hi ha proves que en el procés hi podrien intervenir interaccions del tipus de silenciament de l'ARN. Canvis en el seu genoma poden alterar dràsticament la seva virulència. Això és el que passaria si hi hagués una interacció amb el siRNA que disminuís en complementarietat. A més s'ha aïllat de plantes infectades seqüències de siRNAs corresponents a seqüències dels viroides. L'expressió d'hpRNA no infecciós transgènic de potato spindle tuber viroid desenvolupa una simptomatologia semblant a la dels viroides.
Aquesta evidència indica que els viroides es repliquen via una cadena intermediària bicatenària d'ARN, són tractats per l'enzim dicer i hidrolitzats a siRNA que entra dins del complex de silenciació de l'ARN. Els viroides del siRNA contenen realment seqüències capaces de complementar els parells de bases amb els de l'ARN missatger propi de les plantes i la inducció i degradació o inhibició de la translació que causen els símptomes clàssics dels viroides.